# Nelliyalam
Nelliyalam es una ciudad y municipio situada en el distrito de Nilgiris en el estado de Tamil Nadu (India). Su población es de 44590 habitantes (2011). Se encuentra a 44 km de Udhagamandalam y a 75  km de Kozhikode.

## Demografía
Según el censo de 2011 la población de Nelliyalam era de 44590 habitantes, de los cuales 21911 eran hombres y 22679 eran mujeres. Nelliyalam tiene una tasa media de alfabetización del 87,21%, superior a la media estatal del 80,09%: la alfabetización masculina es del 92,98%, y la alfabetización femenina del 81,67%.